# Eero Aarnio

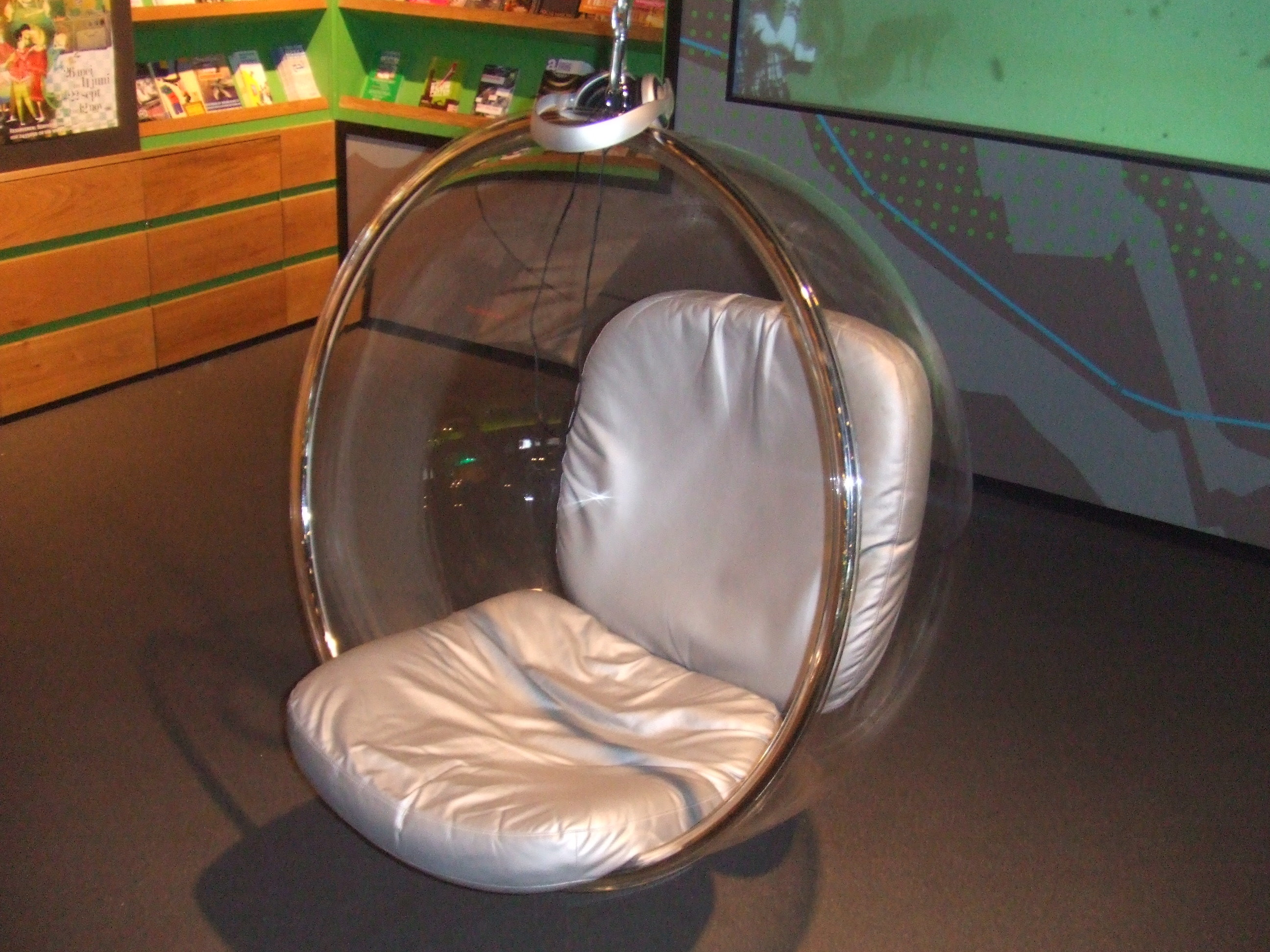
A cadeira Bubble (Bolha), um de seus designs mais conhecidos.

Eero Aarnio (Helsínquia, 21 de julho de 1932) é um designer finlandês, conhecido por seu mobiliário inovador nos anos 60, em especial pelas cadeiras de plástico e fibra de vidro.

## Biografia
Aarnio estudou arte na universidade de arte e design de Helsinki, entre 1954 e 1957. Em 1962, montou seu escritório e desde então passou a atuar como designer de interiores e de mobiliário.
Nos anos 60 iniciou estudos com a fibra de vidro, explorando as possibilidades formais do material. Criou as banquetas Mushroom em 1962. Os móveis mais conhecidos criados a partir destes estudos são: a cadeira Ball (1962) e a cadeira Bubble em 1968.
A cadeira Bubble é uma esfera transparente com o assento em seu interior, desenhada para ser pendurada ao teto. A cadeira Ball é uma esfera branca com interior em vermelho, apoiada no piso.
Em 1967 recebeu o American Industrial Design Award pelo design da cadeira Pastil, em fibra de vidro, que por flutuar, pode ser usada inclusive na água.

## Principais móveis
- 1962 - Banqueta Mushroom
- 1962 - Cadeira Ball
- 1967 - Cadeira Pastil
- 1968 - Cadeira Bubble
- 1971 - Cadeira Tomato
- 1991 - Mesa Copacabana
- 1998 - Cadeira Formula